# Lepthyphantes phialoides
Lepthyphantes phialoides är en spindelart som beskrevs av Nikolaj Scharff 1990. Lepthyphantes phialoides ingår i släktet Lepthyphantes och familjen täckvävarspindlar.
Artens utbredningsområde är Tanzania. Inga underarter finns listade i Catalogue of Life.